# Lake Sumner
Lake Sumner is een plaats (census-designated place) in de Amerikaanse staat New Mexico, en valt bestuurlijk gezien onder De Baca County.

## Demografie
Bij de volkstelling in 2000 werd het aantal inwoners vastgesteld op 86.

## Geografie
Volgens het United States Census Bureau beslaat de plaats een oppervlakte van
176,9 km², waarvan 161,1 km² land en 15,8 km² water.

## Plaatsen in de nabije omgeving
De onderstaande figuur toont nabijgelegen plaatsen in een straal van 68 km rond Lake Sumner.